# Стоя

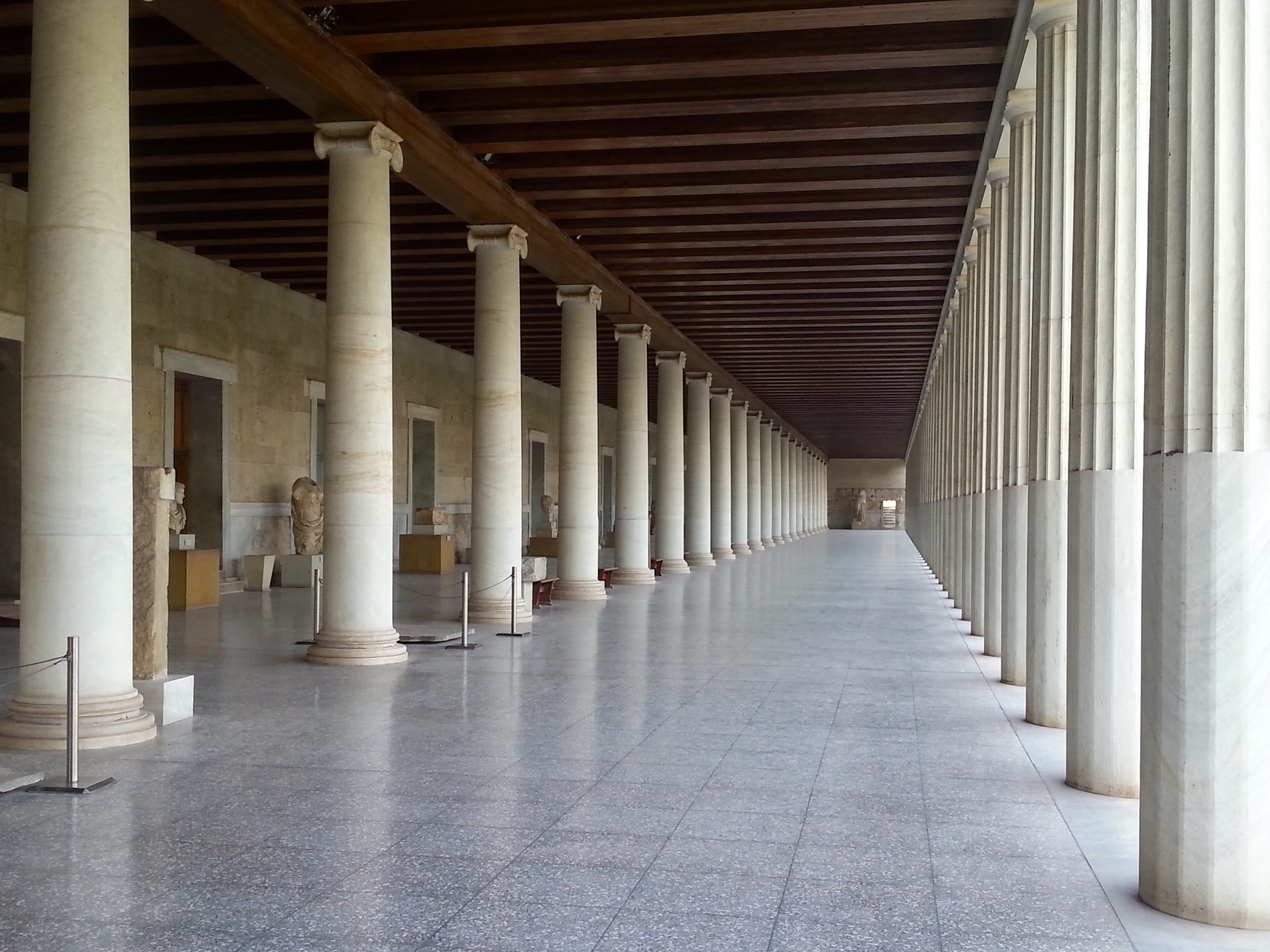
Реконструйована Стоя Аттала в Афінах, прикрашена погруддями античних філософів

Сто́я або Сто́а (грец. στοά) — в античній архітектурі, довга галерея-портик, зазвичай з одним-двома рядами колон і зі стіною по одній з довгих сторін, крита колонада.
В Афінах була особливо відома «Строката» Колонада (грец. στοα Ποικίλη), прикрашена пензлем Полігнота. Нерідко стоя мала два ряди колон, як наприклад, в Піреї. Королівська стоя (грец. Στοα βασίλειος або грец. βασιλική) в Афінах, в якій засідав архонт, була розділена трьома рядами колон на три частини (алеї), з яких середня закінчувалася півколом (грец. άψίς). Ця колонада була прототипом римських базилік, які від неї отримали своє найменування. У стародавніх Афінах назву стоя мали багато будівель серед крамниць, комор тощо.
Донині в Афінах збереглась лише стоя Аттала, реконструйована у 1960-х роках.
Зі словом στοά пов'язаний і термін «стоїцизм»: за назвою Стоя Пойкіле (букв. «розписний портик»), де виступав засновник вчення Зенон Кітіонський.